# Deftones
A Deftones 1988-ban Sacramentóban, Kaliforniában alakult amerikai alternatívmetál-zenekar. 2023-ig kilenc teljes albumot rögzítettek, melyből három elérte a platinastátuszt (a debüt Adrenaline, az Around The Fur és a White Pony), egy pedig aranylemez lett Amerikában (Deftones). A tizedik stúdióalbumot 2023 őszén jelentették be, várható megjelenése 2024. Az album címe egyelőre még ismeretlen, csak annyit tudni, hogy a producer ismét Nick Raskulinecz lesz, akinek nagy sikereket köszönhet az együttes (Diamond Eyes, Koi no Yokan).

## A zenekar története

### A korai évek (1988–1993)
Golden State közepénél, körülbelül fél úton San Francisco és Reno között fekszik Sacramento. Innen származik a Deftones. Mikor Steph Carpenter gitáros 15 éves volt, elütötte gördeszkázás közben egy autó. Miután több hónapra tolószékbe kényszerült, egyedül kezdett el gitározni tanulni, olyan zenekarok hatására, mint az Anthrax, a Stormtroopers of Death, valamint a Metallica. Feltehetően a járművezető fizetett Carpenternek, amiből meg tudta venni a zenéléshez szükséges felszereléseket. Abe Cunningham dobos elmondta később egy interjúban, hogy minden rendben volt, ez csak "egy mítosz arról, hogyan indult a zenekar".

Carpenter, az énekes Chino Moreno és Cunningham gyermekkoruk óta barátok, az iskolába és gördeszkázni is együtt jártak. 1988-ban hárman kezdtek el először próbálni, a dobos garázsában. Néhány basszusgitárossal való közös próbák után, csatlakozott hozzájuk Chi Cheng basszusgitáros. Ezután készítették el az első négyszámos demójukat. A zenekar neve Carpentertől származik: a 'def' előtagot hiphopszlengből vette át, míg az utótagot az 1950-es években divatos bandanevekből (pl. The Cleftones, The Monotones stb.) kölcsönözte.

### Adrenaline(1994–1996)
A zenekar debütáló lemeze 1995-ben jelent meg Adrenaline címmel, amely olyan számokat tartalmazott, mint például a "Nosebleed", a "Lifter", valamint a két klipesített dal, a "Bored" és a "7 Words". A lemez producere Terry Date volt, aki olyanokkal dolgozott már együtt mint a Pantera, a White Zombie és a Soundgarden.

### Around the Fur(1997–1999)
1997-ben rengeteg telt házas és sikeres koncert után megjelent második albumuk, az Around the Fur. Rock- és alterrádiók elkezdték játszani a "Be Quite and Drive"-ot, az MTV pedig a "My Own Summer"-t. Szakadatlanul folytatódtak a turnék és a koncertek. Mikor Detroitban játszottak a Black Sabbath-tal, Bálint-napon, 1999-ben kirabolták a zenekar teherautóját és az összes hangszer és felszerelés eltűnt. Végül a többi fellépő adta kölcsön a cuccát és segítette ki a Deftonest.

### White Pony(2000–2002)

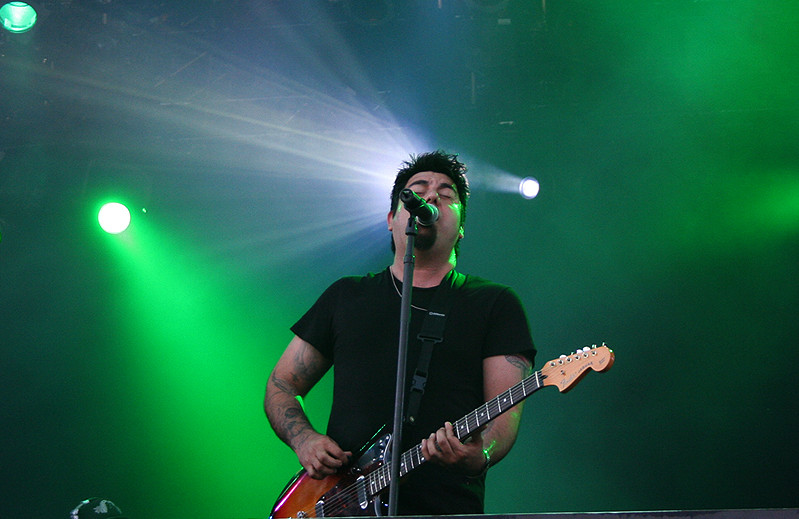
Moreno a White Pony albumon gitározott először.

2000-ben elkezdődtek a harmadik album, a White Pony munkálatai. Frank Delgado DJ, ezen az albumon lett hivatalos tag, de már a korábbi lemezeken is közreműködött. A lemez "Passenger" című számában, a Tool énekese Maynard James Keenan közreműködik. "Elite" című számukkal, a zenekar megkapta első Grammy-díját, 2001-ben, a Best Metal Performance kategóriában.

A lemez turnéja után külön projektekben kezdtek el zenélni. Carpenter megalakította a Kusht (Cypress Hill- és Fear Factory-tagokkal), Moreno a Team Sleepet, Cunningham életre hívta a Phallucyt, Cheng pedig The Bamboo Parachute néven adott ki szólólemezt.

### Deftonesés aB-Sides and Rarities(2003–2005)
2003 nyarán készítették el következő nagylemezüket, mely a zenekar után a Deftones címet kapta. Az album első címe azonban nem ez volt, hanem Lovers. Ismét turnéra indultak, majd ez a lemez is aranyminősítést ért el Amerikában. Az album a 2. helyen nyitott a Billboard 200 listáján, miután 167 000 példány kelt el belőle a megjelenés utáni első héten. Máig ez a lemezük a legmagasabb listás helyezésük.
2005-ben egy B-Sides and Rarities című anyagot jelentettek meg, ez azonban nem új stúdióalbum, hanem korábban ki nem adott számok gyűjteménye.

### Saturday Night Wrist(2006–2007)

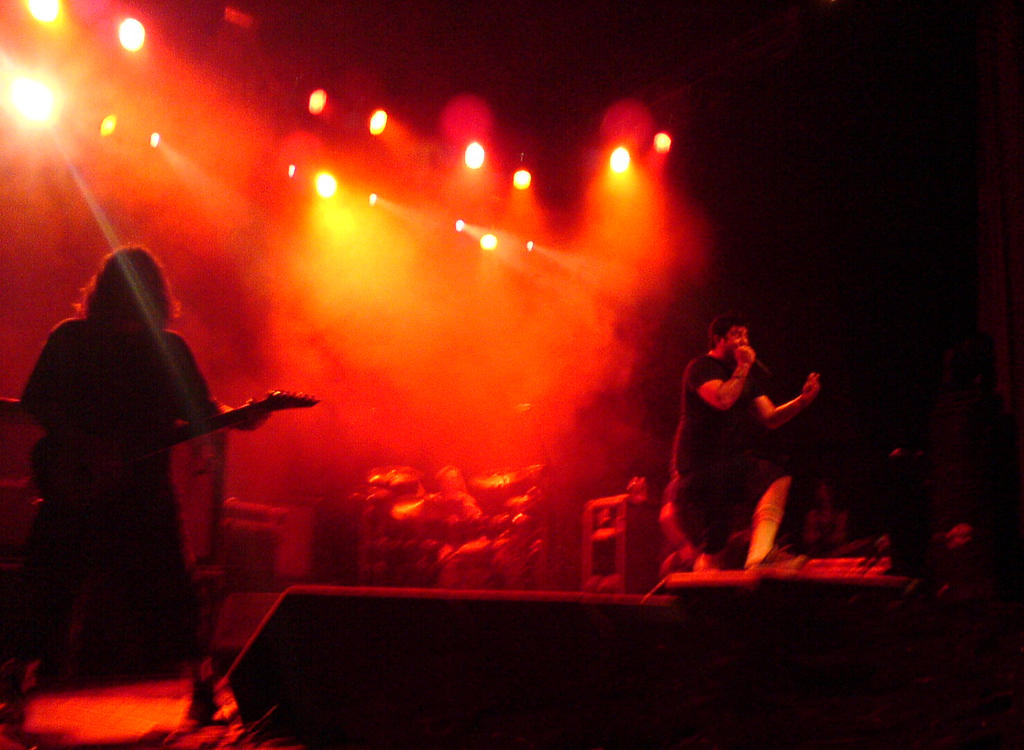
A zenekar 2006 júniusában, egy glasgow-i koncerten.

2006-ban mielőtt megjelent volna a következő nagylemez, a zenekar tagjai közel álltak a feloszláshoz, több projekten is külön dolgoztak, de végül csak megjelent az ötödik albumuk, amely a Saturday Night Wrist címet kapta. A lemez "Mein" című számában közreműködik a System of a Down énekese Serj Tankian. 2006. június 26-án, a zenekar első ízben tette tiszteletét hazánkban a lemezt turnéztatva. A koncert a Petőfi Csarnokban került megrendezésre.

### Diamond Eyes(2010–2011)
2010-ben adták ki következő nagylemezüket, amely a Diamond Eyes címet kapta. A lemez érdekessége, hogy Chi Cheng basszusgitáros helyett, Sergio Vega játszik a lemezen, mivel Cheng 2008-ban, egy autóbaleset következtében kómába esett. A lemezt turnéztató körúttal, 2011. augusztus 12-én újra hazánkban koncerteztek, ezúttal a Sziget Fesztivál egyik kiemelt fellépőjeként.

### Koi No Yokan(2012–)
Az együttes hetedik albuma 2012. november 13-án jelent meg, Koi No Yokan címmel. Az album a Billboard-lista 11. helyén nyitott.

## Chi Cheng balesete és halála
A basszusgitáros 2008. november 6-án szenvedett balesetet a kaliforniai Santa Monicában, majd egy San José-i kórházba szállították. Chino Moreno, a zenekar énekese megerősítette, hogy Cheng kómába került a balesetet követően.

Cheng megsegítésére több országban is rendeztek úgynevezett tribute-koncerteket. Budapesten is volt egy ilyen koncert 2009. május 17-én, a Dürer Kertben, ahol több hazai zenekar játszotta a Deftones számait. Az összegyűlt összeget átutalták Chi Cheng megsegítésére.
Cheng állapota folyamatosan javult, de még kérdéses volt, hogy újra tud-e majd játszani. Mindaddig Sergio Vega maradt a zenekar basszusgitárosa. Ezalatt a következő két albumon is ő szerepelt Cheng helyett.

A Cheng számára létrehozott oldalon, a oneloveforchi.com-on bárki segíthette elérni a 250 000 dolláros célt a kezelésekre.
2009. augusztus 28-án megjelent egy "A Song for Chi" című dal, amit több különböző előadó rögzített együtt. Közreműködőként a Korn, Slipknot, Killswitch Engage, Hatebreed, Sevendust, Metallica és a Machine Head bizonyos tagjai vettek részt. A szám főképpen Cheng kórházi kezelésének finanszírozása érdekében készült.
Chi végül 2013. április 13-án hunyt el, miután a szíve hirtelen megállt. Cheng édesanyja az alábbi közleményt adta ki fia halála kapcsán:
"Drága családunk! Ez a legnehezebb dolog, amit közölnöm kell veletek. A Chi irányában mutatott szeretetetek és odaadásotok feltétel nélküli és csodálatos volt. Tudom, hogy mindig is úgy fogtok rá emlékezni, hogy a színpadon óriás volt, aki szívét is kitette értetek. Chit átvitték az intenzívre és hajnali háromkor megállt a szíve. Úgy hagyta itt ezt a világot, hogy közben a szeretett dalait énekeltem a fülébe. Nemes küzdelmet folytatott, ti pedig végig mellette álltatok azzal, hogy szerettétek. Tudta, hogy mennyire szeretjük és hogy sosem hagytuk magára."

## Egyéb projektek
- Team Sleep (2000–napjainkig)[27]
- Kush (2000–napjainkig)[28]
- Phallucy (1987–1993, 1991, 2009)[29]
- Sol Invicto (2008–napjainkig)[30]
- Crosses (2011–napjainkig)[31]
- Palms (2011–napjainkig)[32]

## Az együttes tagjai
- Chino Moreno – énekes
- Stephen Carpenter – gitáros
- Sergio Vega – basszusgitáros
- Frank Delgado – DJ
- Abe Cunningham – dobos

Korábbi tagok
- Chi Cheng – basszusgitáros

## Diszkográfia
- Adrenaline (1995) (USA: Platinalemez,[33] UK: Ezüst[34])
- Around the Fur (1997) (USA: Platinalemez,[33] UK: Ezüst[34])
- White Pony (2000) (USA: Platinalemez,[33] CAN: Aranylemez, UK: Aranylemez[34])
- Deftones (2003) (USA: Aranylemez,[33] CAN: Aranylemez,[35] UK: Ezüst[34])
- Saturday Night Wrist (2006)
- Diamond Eyes (2010)
- Koi No Yokan (2012)
- Gore (2016)
- Ohms (2020)
- Private Music (2025)

Egyéb lemezek
- B-Sides and Rarities (2005)
- Covers (2011)